# سجناء بهدينان
يستخدم مصطلح سجناء بهدينان للإشارة إلى اعتقال مجموعة من أربعة صحفيين وناشط في منطقة بهدينان بإقليم كردستان. ولم يُستخدم المصطلح إلا عندما أدانت المجموعة بالتجسس من قبل الحزب الديمقراطي الكردستاني في 16 فبراير 2021. واستخدمت رئيسة البرلمان ريواز فائق المصطلح للإشارة إلى المحاكمة بينما أشار رئيس الحكومة الحالية نيجيرفان بارزاني فقط إلى قضية "البهدينيين المعاقبين". وأشهر صحفي بينهم هو شيروان شيرواني الذي سلطت لجنة حماية الصحفيين الضوء على قضيته قبل المحاكمة. كان شيرواني رئيس تحرير مجلة باشور (في بهديني)، واعتقل في الساعات الأولى من يوم 7 أكتوبر 2020، في منزله في صابران (قرية خارج أربيل).

## التهمة
استمرت المحاكمة يومين في محكمة جرائم هولير. ووفقًا لعلي حماس صالح، الذي حضر المحاكمة، اتُهمت المجموعة بالتعاون في مجموعة دردشة على فيسبوك ماسنجر لتبادل معلومات وصفتها سلطات الحزب الديمقراطي الكردستاني بأنها "تجسس" لصالح قوى أجنبية. المجموعة المكونة من خمسة أشخاص هي:
- شيروان أمين شرواني
- أياس أكرم
- غودار محمد زيباري
- هاريوان عيسى
- شيفان سعيد بيروزكي

## ردود الفعل المعادية
تأتي المحاكمة في وقت تشهد فيه المنطقة نفسها احتجاجات ضد الفساد وخفض رواتب الموظفين العموميين من قبل الحكومة الكردية. وقد أصدرت لجنة حماية الصحفيين، فضلاً عن منظمات أخرى، بيانات تندد بالحكم والإجراءات. كما أصدرت القنصلية الأمريكية في أربيل (عاصمة إقليم كردستان) حيث جرت المحاكمة بيانًا. ويُعرف الضغط الداخلي حتى من عائلة بارزاني من خلال البيان الصحفي الذي أصدره نيجيرفان بارزاني.